# RP2350

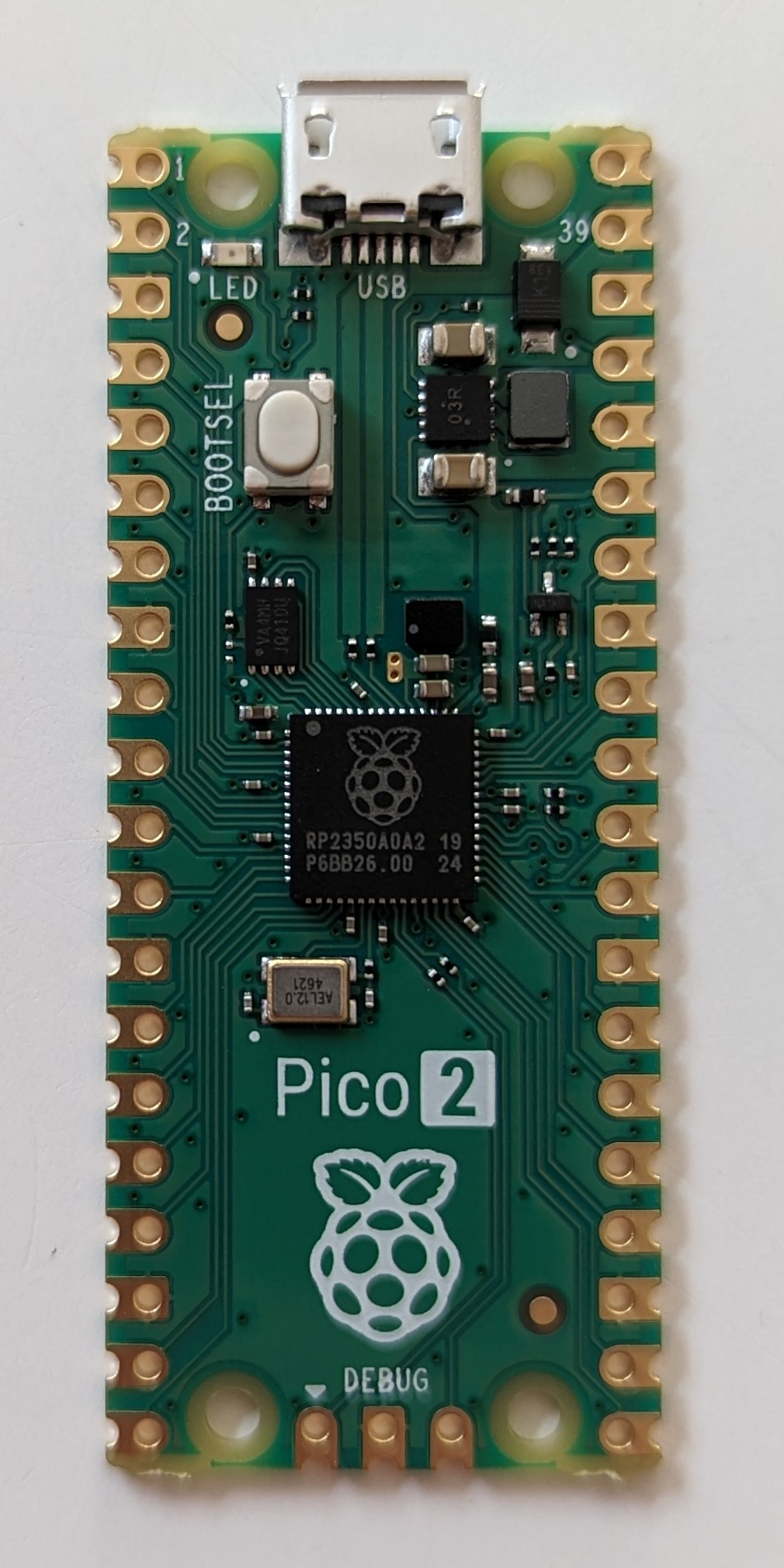
RP2350A auf einem Raspberry Pi Pico 2

Der RP2350 ist eine 32-Bit-Dual-Core-Mikrocontroller Familie, die von der Raspberry Pi Foundation entwickelt wurde. Sie ist die Weiterentwicklung des Vorgängers RP2040 und bietet verbesserte Leistung, erweiterte Sicherheitsfunktionen und flexible Architekturoptionen.

## Überblick
Der RP2350 zeichnet sich durch eine duale Architektur aus, die es ermöglicht, entweder zwei Arm Cortex-M33-Kerne oder zwei Hazard3 RISC-V-Kerne zu verwenden. Diese Flexibilität erlaubt Entwicklern die Auswahl der für ihre Anwendung am besten geeigneten Prozessorarchitektur. Zudem verfügt der Mikrocontroller über erweiterte Sicherheitsfunktionen, die ihn für sicherheitskritische Anwendungen geeignet machen.

Die vom RP2350

## Technische Daten
- Prozessor
  - Zwei Arm Cortex-M33 oder zwei Hazard3 RISC-V-Kerne mit bis zu 150 MHz
- Speicher
  - 520 KB interner SRAM, verteilt auf 10 unabhängige Speicherbänke
  - Unterstützung für bis zu 16 MB externen QSPI-Flash/PSRAM über dedizierten QSPI-Bus
  - Weitere 16 MB Flash/PSRAM über optionalen zweiten Chip-Select erreichbar

- Peripherie:
  - 2× UART
  - 2× SPI Controller
  - 2× I²C Controller
  - 24× PWM Kanäle
  - 4/8× 12-bit AD-Wandler
  - 1× USB 1.1-Controller mit Host- und Device-Unterstützung
  - 12× PIO-State-Machines für softwaredefinierte Schnittstellen[2]

| Produkt | Gehäuse | interner Speicher | GPIO | Analoge Eingänge |
| ------- | ------- | ----------------- | ---- | ---------------- |
| RP2350A | QFN-60  | kein Speicher     | 30   | 4                |
| RP2350B | QFN-80  | kein Speicher     | 48   | 8                |
| RP2354A | QFN-60  | 2 MB              | 30   | 4                |
| RP2354B | QFN-80  | 2 MB              | 48   | 8                |

## GPIO-Hardwareprobleme
Ein bekanntes Hardwareproblem des RP2350 betrifft die sogenannten latching GPIO-Pins. Dieses Verhalten wurde in der offiziellen Errata unter der Bezeichnung RP2350-E9 dokumentiert. Das Problem tritt auf, wenn sich ein GPIO-Pin in Bank 0 im Eingabemodus befindet: Wird an einem solchen Pin eine Spannung angelegt und anschließend entfernt, bleibt der Pin in einem undefinierten Zustand „eingefangen“ (latched), was zu einem Leckstrom führen kann. Dies äußert sich darin, dass der Pin eine Spannung von etwa 2,2 V beibehält, obwohl er nicht mehr extern angesteuert wird. Dieses Verhalten kann besonders bei stromsensiblen Anwendungen problematisch sein. Raspberry Pi empfiehlt daher, GPIOs, die nicht aktiv verwendet werden, entweder auf einen definierten Zustand zu ziehen oder als Ausgänge zu konfigurieren, um unerwünschten Stromverbrauch zu vermeiden.